# Pétroleuses

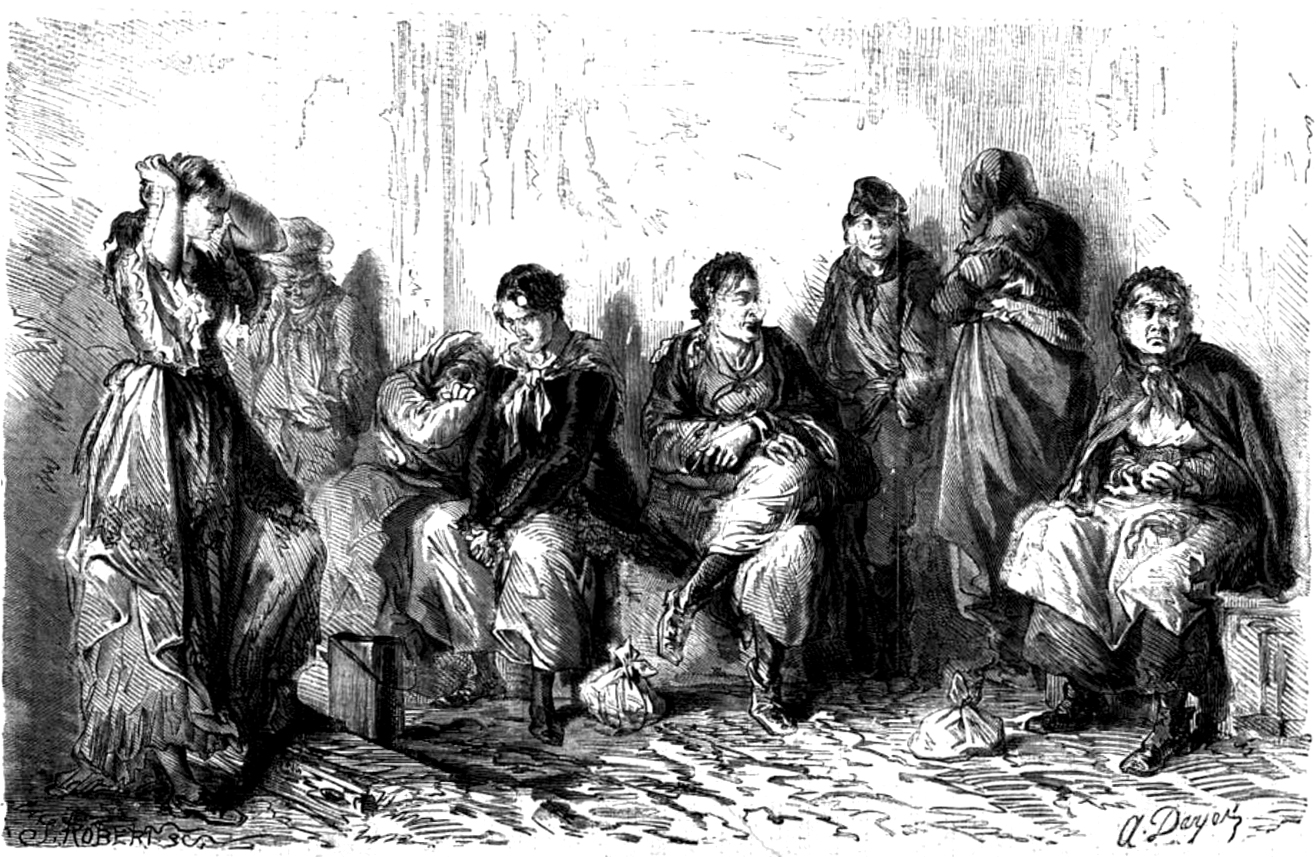
Pétroleuses arresterade i Versailles

Pétroleuses var enligt samtida ryktesspridning en term för de kvinnliga sympatisörer av Pariskommunen som under de sista dagarna av kommunen i maj 1871 ska ha antänt och avsiktligt ha bränt ned stora delar av Paris. De ska ha antänt både privata och offentliga byggnader med hjälp av flaskor med petroleum (motsvarande molotovcocktail) som de kastade ned i källarfönster som en motståndshandling mot den segrande regimen. Många byggnader i Paris, bland dem Hôtel de Ville, Tuilerierna och Palais de Justice, blev i själva verket antända av Pariskommunens soldater strax före kommunens nederlag, något som allmänna opinionen skyllde på pétroleuses. Flera kvinnor ställdes inför rätta och dömdes till straffarbete anklagade för att ha varit Pétroleuses.